# Tournée de l'équipe de France de rugby à XV en 1975
La tournée de l'équipe de France de rugby à XV de 1975 se déroule en Afrique du Sud et en Rhodésie en mai et juin 1975.
Les Français jouent onze matchs en Afrique du Sud. Ils disputent deux test matchs contre l'Afrique du Sud.
L'équipe de France perd les deux test matchs. Au total, elle remporte six des treize matchs pour quatre défaites et un nul sur l'ensemble de la tournée.

## Composition de l'équipe
Le groupe de l'équipe de France est composé des joueurs suivants, :
- Gérard Cholley (Castres olympique)
- Michel Yachvili (CA Brive)
- Robert Paparemborde (Section paloise)
- Michel Palmié (AS Beziers)
- Francis Haget (SU Agen)
- Jean-Claude Skrela (Stade toulousain)
- Patrice Péron (Racing Club de France)
- Alain Guilbert (RC Toulon)
- Richard Astre (AS Beziers)
- Jean-Pierre Romeu (AS Montferrand)
- Dominique Harize (Stade cadurcien)
- Roland Bertranne (Stade bagnérais)
- François Sangalli (RC Narbonne)
- Jean-Luc Averous (La Voulte sportif)
- Michel Droitecourt (AS Montferrand)
- Yves Brunet (USA Perpignan)
- Gérard Rousset (AS Beziers)
- Bernard Forestier (CA Bègles)
- Jacques Fouroux (La Voulte sportif)
- Jean-Pierre Pesteil (AS Beziers)
- Christian Badin (CA Brive)
- Jean-Michel Aguirre (Stade bagnérais)
- Jean-Martin Etchenique (Biarritz olympique)
- Jean-Charles Amade (Biarritz olympique)
- Maurice Dupey (FC Auch)
- Serge Lassoujade (SU Agen)
- Jean-Pierre Decrae (Racing Club de France)
- Jean-Luc Joinel (CA Brive)
- Michel Julian (Castres olympique)
- Daniel Revallier (UA Gaillac)

## Résultats
| Date         | Lieu                              | Hôte                        | Score   | Équipe en tournée |
| ------------ | --------------------------------- | --------------------------- | ------- | ----------------- |
| 31 mai 1975  | Durban                            | Natal Sharks                | 18 - 34 | France XV         |
| 2 juin 1975  | Mdantsane (en)                    | SAARB Leopards (en)         | 9 - 34  | France XV         |
| 4 juin 1975  | Goodwood                          | Proteas (en)                | 3 - 37  | France XV         |
| 7 juin 1975  | Le Cap                            | South African Invitation XV | 18 - 3  | France XV         |
| 9 juin 1975  | Oudtshoorn                        | Eagles                      | 6 - 44  | France XV         |
| 11 juin 1975 | Port Elizabeth                    | Eastern Province            | 9 - 18  | France XV         |
| 14 juin 1975 | Johannesbourg                     | Transvaal                   | 28 - 22 | France XV         |
| 17 juin 1975 | South West Stadium (en), Windhoek | Sud-Ouest africain          | 13 - 13 | France XV         |
| 21 juin 1975 | Free State Stadium, Bloemfontein  | Afrique du Sud              | 38 - 25 | France            |
| 24 juin 1975 | Aliwal North                      | Cap Nord-Est                | 15 - 34 | France XV         |
| 28 juin 1975 | Loftus Versfeld Stadium, Pretoria | Afrique du Sud              | 33 - 18 | France            |